# Ashley Williams (actriz)
Ashley Williams (condado de Westchester, 12 de noviembre de 1978) es una actriz estadounidense conocida por sus participaciones en series como Good Morning, Miami y How I Met Your Mother, de igual manera por protagonizar las películas Snow y Snow 2: Brain Freeze.

## Primeros años
Su padre, Gurney Williams, es un periodista médico freelance, y su madre, Linda, es una recaudadora de fondos de la Fundación Michael J. Fox. Es la hermana menor de Kimberly Williams-Paisley, quién también es actriz.
Williams asistió a la Rye High School en Rye, Nueva York. Tiene una licenciatura de Bellas Artes del conservatorio de teatro de la Universidad de Boston, graduándose en mayo de 2001.

## Vida privada
El 29 de mayo de 2011 se casó con el productor Neal Dodson con quien tiene dos hijos: Gus Williams, nacido en octubre de 2014; y Odie Sal, nacido en mayo de 2017.

## Filmografía

### Televisión
| Año       | Título                                     | Personaje                        | Notas                              |
| --------- | ------------------------------------------ | -------------------------------- | ---------------------------------- |
| 1994-1996 | As the World Turns                         | Danielle Andropoulos             | Recurrente                         |
| 2002      | Dawson's Creek                             | Lory Glory                       | 1 Episodio                         |
| 2002-2004 | Good Morning, Miami                        | Dylan Messinger                  | Principal                          |
| 2003      | American Dreams                            | Sandie Shaw                      | 1 Episodio                         |
| 2004      | Snow                                       | Sandy Brooks                     | Película de televisión             |
| 2005      | Monk                                       | Darlene Coolidge / Theresa Scott | 1 Episodio                         |
| 2005-2006 | E-Ring                                     | Beth Wilkerson                   | 6 Episodios                        |
| 2006      | Amy Coyne                                  | Amy Coyne                        | Película de televisión             |
| 2006      | Huff                                       | Alyssa                           | 8 Episodios                        |
| 2006      | Him and Us                                 | Nina                             | Película de televisión             |
| 2006-2014 | How I Met Your Mother                      | Victoria                         | Recurrente (T 1, 7-8) 15 episodios |
| 2007      | Imperfect Union                            | Ronnie                           | Película de televisión             |
| 2007      | Making It Legal                            | Julie                            | Película de televisión             |
| 2007      | Psych                                      | Trish Connors                    | 1 episodio                         |
| 2007      | Montana Sky                                | Willa Mercy                      | Película de televisión             |
| 2007      | Ley y orden: Unidad de víctimas especiales | Laura Kozlowski                  | 1 episodio                         |
| 2007      | Side Order of Life                         | Becca                            | 10 episodios                       |
| 2008      | Night Life                                 | Jenny                            | Película de televisión             |
| 2008      | Snow 2: Brain Freeze                       | Sandy Brooks                     | Película de televisión             |
| 2008      | Novel Adventures                           | Lizzie McKenzie                  | 8 episodios                        |
| 2009-2010 | Salvando a Grace                           | Amanda Dewey                     | 5 episodios                        |
| 2010      | The New Adventures of Old Christine        | Store Clerk Amy                  | 1 episodio                         |
| 2010      | At Riskand The Front                       | Stump                            | Película de televisión             |
| 2010      | Untitled Adam Carolla Project              |                                  | Película de televisión             |
| 2011      | Retired at 35                              | Lilah Fabricant                  | 1 episodio                         |
| 2011      | Bird Dog                                   | Gail McGrath                     | Película de televisión             |
| 2011      | Love Bites                                 | Bridget                          | 1 episodio                         |
| 2011      | The Protector                              |                                  | 1 episodio                         |
| 2011      | Warehouse 13                               | Sally Stukowski                  | 4 episodios                        |
| 2011      | El Mentalista                              | Anna Dugan                       | 1 episodio                         |
| 2012      | Wedding Band                               | Denise                           | 2 episodios                        |
| 2012      | CSI: Crime Scene Investigation             | Debbie Hicks                     | 1 episodio                         |
| 2012      | Royal Pains                                | Sydney Bartlett                  | 2 episodios                        |
| 2014      | The Good Wife                              | Christina Barrett                | 1 episodio                         |
| 2015      | October Kiss                               | Poppy Summerall                  | Película de televisión             |
| 2015-2016 | The Jim Gaffigan Show                      | Jeannie Gaffigan                 | Principal                          |
| 2016      | Love on a Limb                             |                                  | Película de televisión             |
| 2017      | Girls                                      | Ginny                            | 1 episodio                         |
| 2018      | Luces del norte de Navidad                 | Zoey Hathaway                    |                                    |
| 2021      | The Good Doctor                            |                                  | 1 episodio                         |

### Cine
| Año  | Título                                            | Papel           |
| ---- | ------------------------------------------------- | --------------- |
| 1993 | Indian Summer                                     | Ida Heinken     |
| 2004 | The List                                          |                 |
| 2007 | Numero Dos                                        | Ashleigh        |
| 2009 | The Eight Percent                                 | Laura           |
| 2010 | Heterosexuals                                     | Rhonda          |
| 2011 | Scents and Sensibility                            | Elinor Dashwood |
| 2011 | Margin Call                                       | Heather Burke   |
| 2011 | Algo Prestado                                     | Claire          |
| 2012 | Hearing Voices                                    |                 |
| 2013 | Sequin Raze                                       | Rebecca         |
| 2013 | Christmas in the City                             | Wendy Carroll   |
| 2014 | Lovesick                                          | Felicia         |
| 2014 | El año más violento                               | Lange           |
| 2015 | October Kiss                                      | Poppy           |
| 2020 | Nunca beses a un hombre con un sweater de navidad | Maggie          |
| 2019 | Navidad en evergreen : Suenan las campanas        |                 |